# Igor Kudelin
Igor Aleksandrovich Kudelin (en russe : Игорь Александрович Куделин), né le 10 août 1972 à Taganrog en République socialiste fédérative soviétique de Russie, est un ancien joueur russe de basket-ball évoluant au poste de meneur.

## Biographie

### Palmarès
- Finaliste du championnat du monde 1994
- 3e du championnat d'Europe 1997